# Strada Veronica Micle din Chișinău
Strada Veronica Micle (între anii 1834-1924 – str. Fontannaia; 1924-1944 – str. Mihai Eminescu; îm 1944-1990 – str. Fontannaia; în 1990-1991 – str. Luceafărul; începând cu anul 1991 poartă numele actual) este o stradă din centrul istoric al Chișinăului. La intersecție cu actuala stradă Vasile Alecsandri s-a aflat cândva vechea piață cunoscută ca „Rondul negustăresc”.
De-a lungul străzii sunt amplasate o serie de monumente de arhitectură și istorie (Casa de raport, nr. 2, Vila urbană, nr. 4, Vila urbană a inginerului Koropotnițki, clădirea Teatrului Republican „Luceafărul” (nr. 7), Vila urbană a lui Unger, Casa de raport, nr. 11, etc), precum și clădiri administrative (Liceul Teoretic „Mihail Koțiubinski”, Palatul Național „Nicolae Sulac”, Teatrul Republican „Luceafărul”, sediul Î.S. Calea Ferată din Moldova, Bazinul Universității Sportive și altele). 
Strada începe de la intersecția cu str. Armenească, intersectând alte 4 artere (inclusiv strada Mihai Eminescu) și încheindu-se la intersecția cu str. Mitropolit Bănulescu-Bodoni.

## Legături externe
- Strada Veronica Micle din Chișinău la wikimapia.org